# Aleiodes rogezensis
Aleiodes rogezensis är en stekelart som först beskrevs av Granger 1949.  Aleiodes rogezensis ingår i släktet Aleiodes och familjen bracksteklar. Inga underarter finns listade i Catalogue of Life.